# Azacitidin
Az azacitidin (INN: azacitidine) fehér színű szilárd anyag. Mielodiszpláziás szindróma elleni kemoterápiás szer, mely elpusztítja a mielodiszpláziás sejteket.
A betegek 30%-ában a betegség mieloid leukémiává fajul. A leukémia veszélye vér- és csontvelővizsgálattal megbecsülhető. Az azacitidint olyankor alkalmazzák, ha a leukémia kialakulásának nagy a veszélye. (A kevésbé súlyos mielodiszpláziás szindróma tüneti kezelése a rendszeres vérátömlesztés, melynek gyakorisága a betegség súlyosságától függ.)
Az azacitidin volt az első mielodiszpláziás szindróma ellen törzskönyvezett szer az USA-ban. 
Az Európai Bizottság mieloid leukémia elleni árva szerként törzskönyvezte 2007-ben.

## Működésmód
A tumorszupresszor gének DNS-ének metilációját akadályozza meg. A metiláció hatástalanítja a tumorszupresszor géneket. Az azacitidin tehát a szervezet rákos daganat elleni védekezését állítja helyre. Két randomizált, kontrollcsoportos vizsgálatban, amelyek az azacitidin hatását szupportív kezeléshez hasonlították, a randomizálás során az azacitidint kapó csoportba került mielodiszpláziás szindrómás alanyok 16%-ánál a vérsejtszám és a csontvelő-morfológia részleges vagy teljes normalizálódását figyelték meg, míg a szupportív kezelést kapó alanyok egyikénél sem, és a vérátömlesztésre szoruló alanyok kb. kétharmadának nem volt erre szüksége az azacitidin-terápiát követően.

## Alkalmazás
Az azacitidin a mielodiszpláziás szindróma bármelyik altípusa ellen alkalmazható intravénásan vagy bőr alá adva. Az adagolás nem különbözik. Folyamatban van a szájon át szedhető változat kifejlesztése.
A kezelés megkezdése előtt májfunkcós vizsgálatot kell végezni.
Az első kezelési ciklus adagja 75 mg/m² a comb vagy a has bőre alá injektálva. A ciklus 7 egymás utáni nap. A következő kezelés előtt 21 nap szünetet kell tartani (vagyis a ciklus hossza 28 nap). Legalább 6 ciklus javasolt. A kezelést addig kell folytatni, amíg a beteg számára hasznos, vagy a betegség nem progrediál. A hematológiai választ és a vesetoxicitást (májkárosodott betegeknél a májfunkciót is) monitorozni kell, és a következő ciklust ennek alapján szükség esetén más adaggal vagy elhalasztva kell végezni.
Bár emberi terhességre nézve nincsenek adatok, egereken végzett kísérletek reprodukciós toxicitást mutattak, ezért terhesség esetén – különösen az első trimeszterben – a szer ellenjavallt, és hatékony fogamzásgátlás javasolt mind nőknél, mind férfiaknál. A szoptatásra nézve sincsenek adatok, ezért az is ellenjavallt.
Leggyakoribb mellékhatások: hányinger, hányás, neutropénia, vérszegénység, veseelégtelenség, fokozott fertőzés- és vérzésveszély.

## Készítmények
Magyarországon
- Vidaza 25 mg/ml por szuszpenziós injekcióhoz

Nemzetközi forgalomban a fentin felül:
- Fazarabine
- Kymarabine
- Ladakamycin
- Mylosar